# Dacryodes excelsa
Dacryodes excelsa là một loài thực vật có hoa trong họ Burseraceae. Loài này được Vahl mô tả khoa học đầu tiên năm 1810.